# Nu tar vi vicekungen i Khyberdalen
Nu tar vi vicekungen i Khyberdalen (engelska: Carry On Up the Khyber) är en brittisk komedifilm från 1968 i regi av Gerald Thomas. Det är den 16:e filmen i Carry On-serien.
1999 placerade British Film Institute filmen på 99:e plats på sin lista över de 100 bästa brittiska filmerna genom tiderna.

## Rollista i urval
- Sid James - Sir Sidney Ruff-Diamond
- Kenneth Williams - Khasi av Kalabar
- Charles Hawtrey - Menige James Widdle
- Roy Castle - Kapten Keene
- Joan Sims - Lady Joan Ruff-Diamond
- Bernard Bresslaw - Bungdit Din
- Peter Butterworth - Broder Belcher
- Terry Scott - Sergeant Major MacNutt
- Angela Douglas - Prinsessan Jelhi
- Cardew Robinson - Fakiren
- Peter Gilmore - Menige Ginger Hale
- Julian Holloway - Major Shorthouse